# Melgar de Yuso
Melgar de Yuso é um município da Espanha na província de Palência, comunidade autónoma de Castela e Leão, de área 26,54 km² com população de 318 habitantes (2007) e densidade populacional de 13,23 hab/km².

## Demografia
| Variação demográfica do município entre 1991 e 2004 | Variação demográfica do município entre 1991 e 2004 | Variação demográfica do município entre 1991 e 2004 | Variação demográfica do município entre 1991 e 2004 |
| --------------------------------------------------- | --------------------------------------------------- | --------------------------------------------------- | --------------------------------------------------- |
| 1991                                                | 1996                                                | 2001                                                | 2004                                                |
| 483                                                 | 426                                                 | 368                                                 | 351                                                 |